# Gigi Rice
Gigi Rice (Columbus (Ohio), 13 de Março de 1965) é uma atriz americana.

## Biografia
Cresceu em Westerville, Ohio e formou-se na Westerville South High School. Formou-se em Teatro na Ohio State University.
Gigi Rice tornou-se famosa pela sua participação no The John Larroquette Show (1993-1996), no papel da sexy prostituta Carly Watkins.
Depois disso apareceu em inúmeros programas de televisão e filmes.
É casada com o ator Ted McGinley.

## Filmografia e televisão
- Ashley's Ashes (2009) (post-production) .... Sandy
- Crossing Over (2009) .... Hooker
- Army Wives .... Marda (4 episódios, 2007–2008)
- Cold Case .... Jules Murphy (1 episódio, 2008)
- The New Adventures of Old Christine .... Shelley (1 episódio, 2008)
- Las Vegas .... Rita Kagle (1 episódio, 2007)
- Moonlight .... Martha Ellis (1 episódio, 2007)
- The Storm Awaits (2007) .... JaJa Lancelot
- The Closer .... Linda Salk (1 episódio, 2006)
- Nip/Tuck .... Gretchen Carr (1 episódio, 2005)
- Hope & Faith .... Trudy (1 episódio, 2005)
- The Man (2005) .... Susan
- McBride: The Doctor Is Out... Really Out (2005) (TV) .... Jessica
- Two and a Half Men .... Christine (1 episódio, 2005)
- George Lopez .... Tammy / ... (2 episódios, 2004–2005)
- Center of the Universe .... Donna Kidwell (1 episódio, 2004)
- CSI: Crime Scene Investigation .... Terry Durbin (1 episódio, 2004)
- NTSB: The Crash of Flight 323 (2004) (TV) .... Annie
- The Stones (1 episódio)
- Do Over .... Karen Larsen (15 episódios, 2002–2003)
- My Guide to Becoming a Rock Star .... Roberta (2 episódios)
- It's All About You (2002) .... Gail
- Frasier .... Regan Shaw (3 episódios, 1999–2001)
- Will & Grace .... Heidi Dauro (1 episódio, 2001)
- The Fugitive .... Shelly (1 episódio, 2000)
- Any Day Now (1 episódio, 1999)
- Partners (1999) (TV) .... Phyllis
- Hard Time: The Premonition (1999) (TV) .... Janice
- A Night at the Roxbury (1998) .... Vivica
- Significant Others (1998) TV series .... Charlotte Lerner (unknown episódios)
- The John Larroquette Show .... Carly Watkins / ... (83 episódios, 1993–1996)
- Deadly Web (1996) (TV) .... Terri Lawrence
- Deadly Family Secrets (1995) (TV) .... Linda
- A Gift from Heaven (1994) .... Messy Samuals
- Mr. Write (1994) .... Shelly
- Deadfall (1993) .... Blanche
- Delta .... Lavonne Overton (8 episódios, 1992–1993)
- Herman's Head .... Mrs. Crawford (1 episódio, 1992)
- Tequila and Bonetti .... Elizabeth (1 episódio, 1992)
- Quantum Leap .... Tina Martinez (1 episódio, 1991)
- K-9 (1991) (TV) .... Monice du Tour
- Harry and the Hendersons .... Samantha Glick (1 episódio, 1990–1991)
- Revealing Evidence: Stalking the Honolulu Strangler (1990) (TV) .... Betsy King
- Coach .... Clerk (1 episódio, 1990)
- Columbo: Columbo Cries Wolf (1990) (TV) .... Dian's Secretary
- B.L. Stryker (1 episódio, 1989)